# Estación Antilhue
Antilhue es una estación que está ubicada en la comuna chilena de Los lagos, en la provincia de Valdivia, región de Los Ríos y que fue construida con el Ferrocarril Valdivia a Osorno, e integrado luego al Ferrocarril Central. Es cabecera del ramal Antilhue-Valdivia.

## Historia
La estación de Antilhue fue construida dentro de las proyecciones de unir a la estación Temuco con la estación de Osorno. Este plan de construcción además contaba con la planificación de la construcción de un ramal que conectase la red longitudinal sur con la ciudad de Valdivia. Los trabajos comenzaron a realizarse desde Valdivia hacia el oriente, y aun cuando el ramal que conecta a Valdivia con Osorno se completó en noviembre de 1899, la estación Antilhue como centro de empalme con la red longitudinal sur no fue finalizada sino hasta que el tramo entre la estación Pitrufquén y Antilhue fue finalizada de construir en 1905.
La estación, así como el ramal, se vieron afectados por el terremoto de 1960.
La estación posee funciones tanto de carga como de transporte de pasajeros desde su apertura hasta el cierre de las operaciones del ferrocarril de pasajeros durante la década de 1990; la estación cesó su servicios de pasajeros en 1992.
Desde 1999, existe un servicio turístico llamado "El Valdiviano", servicio turístico en verano que realiza un recorrido en locomotora a vapor desde la estación Valdivia hasta la estación Antilhue, el cual posee vagones de primera clase así como uno comedor. La comunidad que habita en la localidad de Antilhue desarrolla alrededor de la estación una feria de productos artesanales.
Desde 6 de diciembre de 2005 se inaugura el Servicio Regional Temuco-Puerto Montt, con dos frecuencias diarias por sentido, que pasan por sus inmediaciones, circunvalando Antilhue. Además, se había anunciado la reparación y modernización del ramal entre Antilhue y Valdivia. El servicio actualmente no opera.

## Infraestructura
Esta es una de las estaciones mejor preservadas de toda la Región de Los Ríos. La estación aún cuenta con su edificio principal, infraestructura para recarga de agua y carbón para las locomotoras, la casa ferroviaria, los postes de señales, tornamesa y postes telegráficos. Esta estación se halla en buenas condiciones de conservación debido al valor histórico y patrimonial que la comunidad local le entrega al edificio.
La estación además posee una línea en forma de pera que circunvala a la localidad de la forma ya mencionada.

## Servicios actuales
- Servicio turístico El Valdiviano